# Eustorgio Salgar
Eustorgio Salgar, né le 1er novembre 1831 à Bogota et mort le 25 novembre 1885 dans la même ville, est un homme d'État et militaire colombien, qui fut président des États-Unis de Colombie de 1870 à 1872. Lors de l'élection, il est le plus jeune président élu de l'Histoire colombienne.

## Biographie
Eustorgio Salgar a fréquenté ce qui est devenu plus tard l'Université nationale de Colombie, où il a étudié le droit. En 1851, à l'âge de 20 ans, il a obtenu son diplôme de droit.
À partir de 1853, il fut gouverneur de la province de García Rovira et, lorsqu'elle fut fusionnée avec Pampelune en 1855, il assuma le nouveau rôle de gouverneur de la province nouvellement fusionnée jusqu'en 1858. Au cours de cette année, Salgar fut membre du sénat de la brève Confédération grenadine et, un an plus tard, il devint gouverneur de l'État souverain de Santander.
En 1859, Salgar s'engage dans l'armée du général Tomás Cipriano de Mosquera pendant le soulèvement libéral et la guerre contre le président Mariano Ospina Rodríguez. Salgar est capturé au combat et jugé pour insurrection. Il est incarcéré jusqu'au 31 mars 1861, date à laquelle le général Mosquera prend Bogotá.
Lors de l'élection présidentielle de 1870, le parti libéral désigna Salgar comme candidat. L'aile modérée du parti libéral désigna le général Mosquera. Salgar obtint la majorité des suffrages et fut élu président pour un mandat de deux ans. Il fut investi en avril 1870. Au cours de sa brève présidence, il fonda et promut la première compagnie ferroviaire du pays et la première société destinée à fournir une sécurité sociale.
Après son mandat de président, Salgar fut nommé ambassadeur aux États-Unis d'Amérique jusqu'en 1867.